# Fort de Vaux

Fort Vaux.

Fort Vaux fue un fuerte en Vaux-Devant-Damloup, Mosa, Francia, se construyó entre 1881 y 1884 por 1,5 millones de francos y albergó una guarnición de 150 hombres. Vaux fue el segundo fuerte en caer en la Batalla de Verdún después del Fuerte Douaumont, que fue capturado por un pequeño grupo de asalto alemán en febrero de 1916, en la confusión de la retirada francesa de la llanura de Woëvre.

## Historia

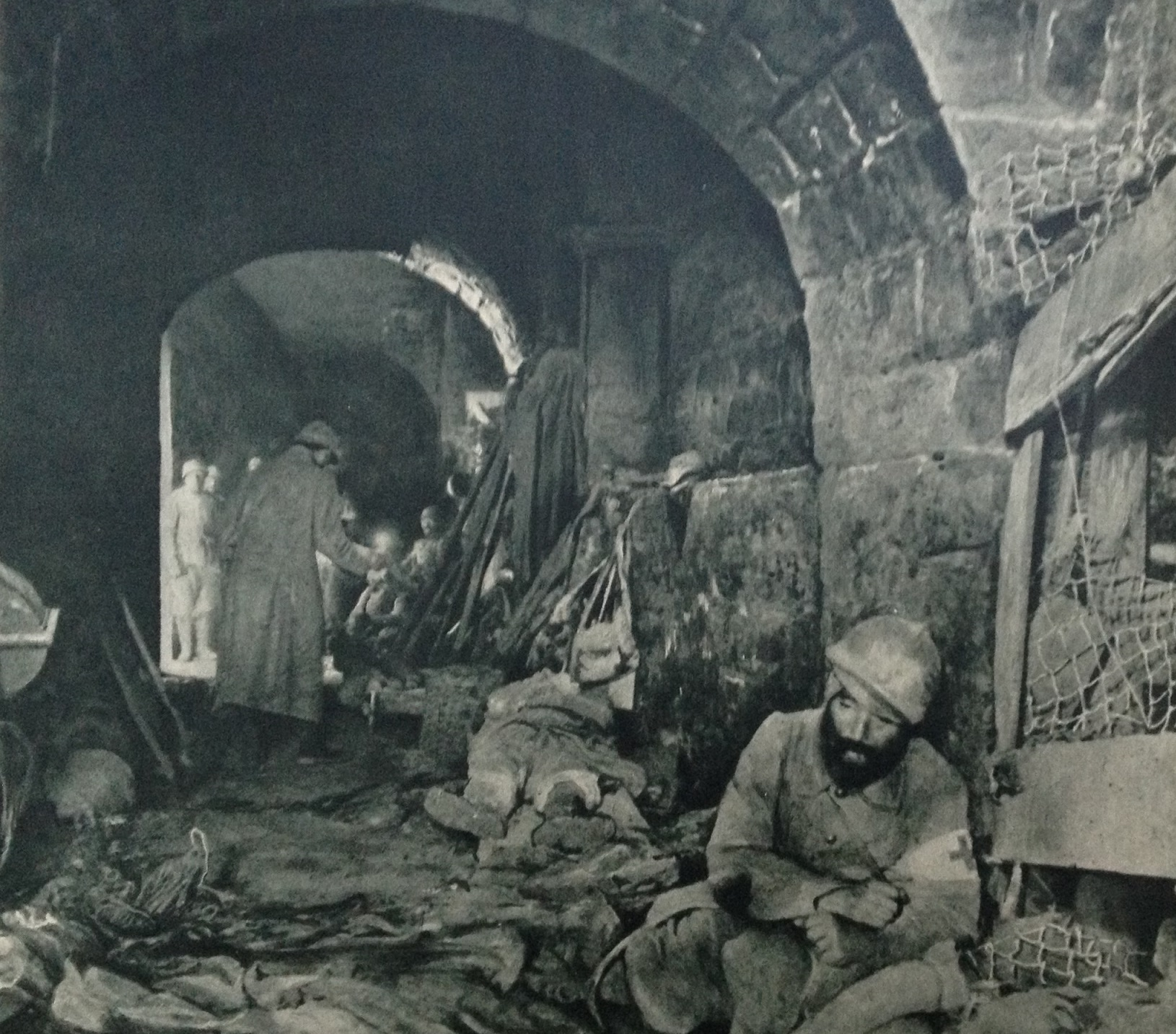
Defensa francesa de Fort Vaux.

Vaux se había modernizado antes de 1914 con una protección superior de hormigón armado como Fort Douaumont y no fue destruido por el fuego de artillería pesada alemán, que incluyó el bombardeo de obuses de 16 pulgadas. La superestructura del fuerte resultó gravemente dañada, pero la guarnición, los profundos corredores interiores y las estaciones permanecieron intactos, cuando el fuerte fue atacado el 2 de junio por las tropas de asalto alemanas.
La defensa de Fort Vaux estuvo marcada por el heroísmo y la resistencia de la guarnición,la rosa incluido el comandante Sylvain-Eugene Raynal. Bajo el mando de Raynal, la guarnición francesa asediada repelió los asaltos alemanes, incluida la lucha subterránea desde las barricadas dentro de los pasillos, durante el primer gran enfrentamiento dentro de un fuerte durante la Primera Guerra Mundial. Los últimos hombres de la guarnición francesa se dieron por vencidos después de quedarse sin agua (algunos de los cuales fueron envenenados), municiones, suministros médicos y alimentos. Raynal envió varios mensajes por la paloma mensajera (incluido el famoso Vaillant), solicitando ayuda para sus soldados. Durante sus últimas comunicaciones, el comandante Raynal escribió: "Esta es mi última paloma".
Después de la rendición de la guarnición el 7 de junio, el comandante del grupo del ejército alemán, el príncipe heredero Guillermo, presentó al comandante Raynal una espada de un oficial francés como señal de respeto. Raynal y sus soldados permanecieron en cautiverio en Alemania hasta el Armisticio del 11 de noviembre de 1918. El fuerte fue recapturado por la infantería francesa el 2 de noviembre de 1916 después de un bombardeo de artillería que involucró dos cañones ferroviarios de largo alcance de 400 mm. Después de su recaptura, Fort Vaux fue reparado y guarnecido. Se excavaron y equiparon varias galerías subterráneas para llegar al exterior, una de ellas con 1,6 km de largo, se cuadruplicó la reserva de agua y dos generadores eléctricos proporcionaron luz. Todavía se pueden ver algunos daños de los combates del 2 de junio. Las instalaciones subterráneas del fuerte están bien conservadas y están abiertas al público para visitas guiadas.

## En la cultura popular
El fuerte apareció representado en el videojuego de 2016 de EA DICE Battlefield 1. "Fort de Vaux" es uno de los mapas multijugador que aparecen en el título, ambientado en la Primera Guerra Mundial.

## Lecturas recomendadas
- Schwencke, A. Die Tragödie von Verdun 1916. II. Teil: Das Ringen um Fort Vaux [The Tragedy of Verdun 1916 Part II: The Struggle for Fort Vaux]. Schlachten des Weltkrieges: In Einzeldarstellungen bearbeitet und herausgegeben im Auftrage des Reichsarchivs. Unter Benutzung der amtlichen Quellen des Reichsarchivs (Battles of the World War in Monographs Edited and Published on behalf of the Reicharchiv. Using Official Sources of the Reichsarchiv) 14 (online, Die digitale Landesbibliothek Oberösterreich edición). Oldenburg, Berlin: Gerhard Stalling Verlag. OCLC 929264533. Consultado el 28 de marzo de 2019 – via Reichsarchiv.